# Alexander Fischer von Waldheim
Alexander Alexandrowicz Fischer von Waldheim (ur. 20 kwietnia 1839 w Moskwie, zm. 28 lutego 1920 w Soczi) – rosyjski botanik niemieckiego pochodzenia.
W 1861 r. ukończył studia medyczne na Uniwersytecie Moskiewskim. Jako student czwartego roku w 1858 r. zdał egzamin na stopień kandydata nauk przyrodniczych i został asystentem Antona de Baryego w Publicznym Laboratorium Botanicznym we Freiburgu w Niemczech. W 1865 r. na Uniwersytecie w Bonn uzyskał doktorat z biologii za rozprawę o historii rozwoju zarodników paproci, a w 1867 r. doktorat z botaniki za rozprawę z biologii i historii rozwoju grzybów Ustilago (głownia).
Fisher odbył kilka podróży zagranicznych. Podczas podróży w 1897 r. odwiedził Królewskie Ogrody Botaniczne w Berlinie, a także inne ogrody botaniczne, w szczególności w Hamburgu, Brukseli, Kew Gardens. Opisywał ich organizację, skład szklarni i laboratoriów.
Zajmował się głównie pracą pedagogiczną i naukowo-organizacyjną. W latach 1865–1869 dawał wykłady na Uniwersytecie Moskiewskim. W 1869 r. został mianowany profesorem botaniki na Uniwersytecie Warszawskim, a w 1871 r. otrzymał tytuł profesora zwyczajnego. W 1878 został mianowany dyrektorem Ogrodu Botanicznego Uniwersytetu Warszawskiego. W 1895 został wybrany przewodniczącym wydziału biologicznego Towarzystwa Przyrodników Uniwersytetu Warszawskiego. W latach 1896–1917 był dyrektorem Ogrodu Botanicznego w Petersburgu. Zrobił wiele dla rozszerzenia działalności naukowej tego ogrodu. Później przeniósł się do Soczi. W 1919 r. opracował plan rozwoju kwiaciarstwa przemysłowego na wybrzeżu Morza Czarnego, aby w przyszłości zaprzestać importu kwiatów.
W nazwach naukowych opisanych przez niego taksonów dodawany jest skrót jego nazwiska A.A. Fisch. Waldh.